# Bart Brentjens
Bart Brentjens, né le 10 octobre 1968 à Haelen, est un cycliste néerlandais spécialiste du VTT cross-country. Il devient le premier champion olympique de VTT aux Jeux d'Atlanta en 1996.

## Biographie
Il devient le premier champion olympique de VTT en 1996. Il remporte huit ans après, une seconde médaille de bronze lors des 
Jeux olympiques de 2004. Son palmarès comprend également un titre de champion du monde de cross-country lors des Championnats du monde de VTT cross-country à Kirchzarten en 1995.
En 2009, il remporte son 11e titre de champion des Pays-Bas de cross-country.
Il est professionnel sur route dans l'équipe Trek-Marco Polo en 2008.
Il intervient également en tant que consultant et commentateur lors des diffusions des coupes du monde de VTT pour Red Bull TV.
Il fait partie avec John Tomac, Thomas Frischknecht, Miguel Martinez et Julien Absalon des légendes du VTT .

## Palmarès

### Jeux olympiques
1996
 Médaille d'or aux Jeux olympiques de 1996 à Atlanta en cross-country
2004
 Médaille de bronze aux Jeux olympiques de 2004 à Athènes en cross-country

### Championnats du monde

#### Cross-country
- Champion du monde 1995
- 3e en 1994 et 2000

#### Marathon
Élites
- 2e en 2003 et 2005
- 3e en 2004

### Coupe du monde
Coupe du monde de cross-country (1)
1er en 1994 (1 manche)
1996 (1 manche)
3e en 2002 (1 manche)
2006 (1 manche)
Coupe du monde de marathon
2005 (1 manche)

### Championnat d'Europe
- Champion d'Europe de cross-crountry (1) en 2001 (2e en 2000)

### Championnat des Pays-Bas
- Champion des Pays-Bas de cross-country (10) : 1995, 1996, 2000, 2001, 2002, 2003, 2004, 2005, 2006 et 2007
- Champion des Pays-Bas de cross-country marathon (2) : 2005 et 2009
- Championnat néerlandais de cyclisme contre le vent : 2013

## Distinctions
- Club 48 Bokaal : 1995, 1996, 2001, 2002, 2003, 2004, 2005 et 2006
- Peter Post Carrièreprijs : 2014
- UEC Hall of Fame[1]